# Zůstavitel
Jako zůstavitel se označuje fyzická osoba, jejíž práva a závazky přejdou její smrtí na její dědice.
Pozůstalost tvoří celé jmění zůstavitele (tj. souhrn majetku a dluhů), kromě povinností a práv vázaných jedině na jeho osobu, pokud nebyly jako dluh uznány nebo uplatněny u orgánu veřejné moci.

## Závěť, dovětek a odkaz
Jako zůstavitel se označuje 
1. osoba, po které se dědí a
2. osoba, která pořizuje závěť, dovětek či odkaz.

Podle starého občanského zákoníku (platného v letech 1964–2013) se zůstavitelem dotyčný stal až v okamžiku svého úmrtí; žijící osoba, která pořídila závěť, se označovala jako tzv. pořizovatel závěti.
Závěť a dovětek jsou jednostranné projevy vůle zůstavitele. Zatímco v závěti musí zůstavitel alespoň jedné osobě zůstavit podíl na pozůstalosti, dovětkem je možné učinit odkaz, příkaz, podmínku atd. Právo povolat dědice je osobním právem zůstavitele. Zůstavitel nemůže povolání dědice svěřit jinému, ani pořídit společně s jinou osobou. Zůstavitel musí svou vůli projevit tak určitě, že nestačí, aby jen přisvědčil návrhu, který mu byl učiněn. Zůstavitel má právo závěť nebo její jednotlivá ustanovení kdykoli zrušit odvoláním nebo pořízením pozdější závěti. Svobodné pořízení závěti je úzce spojeno se svobodou zůstavitele kdykoli svou předchozí závěť zrušit.
Odkazem se odkazovníkovi zřizuje pohledávka na vydání určité věci, případně jedné či několika věcí určitého druhu, nebo na zřízení určitého práva.

## Dědická smlouva
Zůstavitel dědickou smlouvou povolává druhou smluvní stranu nebo třetí osobu za dědice nebo odkazovníka a druhá strana to přijímá. Lze rozlišit možné varianty dědické smlouvy:
- zůstavitel – smluvní dědic;
- zůstavitel – smluvní dědic – odkazovník;
- zůstavitel – odkazovník;
- zůstavitel – dědic – třetí osoba;
- zůstavitel zároveň jako smluvní dědic – smluvní dědic zároveň jako zůstavitel.

Dědická smlouva vyžaduje formu veřejné listiny. Může ji uzavřít zletilý zůstavitel, který je zcela svéprávný; je-li zůstavitel ve svéprávnosti omezen, může dědickou smlouvu uzavřít a závazek z ní změnit se souhlasem opatrovníka. Dědickou smlouvu mohou strany uzavřít a závazek z ní změnit jen osobním jednáním.

## Vztah zůstavitele k potomkům
Zůstavitel má omezená práva ve prospěch potomka, který je nepominutelný dědic. Nepominutelnými dědici jsou děti zůstavitele a nedědí-li, pak jsou jimi jejich potomci. Nepominutelnému dědici náleží z pozůstalosti povinný díl. Zůstavitel má však právo nepominutelného dědice za určitých okolností vydědit. Kdo se zřekl dědictví nebo povinného dílu, kdo je nezpůsobilý dědit nebo kdo byl zůstavitelem vyděděn, právo na povinný díl nemá, ale při výpočtu povinných dílů ostatních dědiců se k němu hledí právě tak, jako by z dědického práva nebyl vyloučen.

## Náhradnictví
Pro případ, že dědictví nenabude osoba, kterou zůstavitel povolal za dědice, může povolat této osobě náhradníka; také náhradníkům může povolat postupně další náhradníky. Povolá-li takto několik náhradníků, dědí ten, který je ve výčtu nejbližší osobě, která dědictví nenabyla.
Zánik náhradnictví:
- Nabude-li povolaný dědic dědictví, náhradnictví zanikne (jakmile náhradník napadlé dědictví neodmítne, zanikne tím náhradnictví dalších náhradníků, kteří následují v řadě za ním).
- Neprojeví-li zůstavitel jinou vůli, zanikne náhradnictví, které zůstavitel zřídil svému dítěti v době, kdy nemělo potomky, zanechá-li toto dítě potomky způsobilé dědit. To platí i tehdy, zřídí-li zůstavitel náhradnictví jinému svému potomku v době, kdy ten potomky nemá.[5][6]

## Odkaz
Zůstavitel odkaz zřídí tak, že v pořízení pro případ smrti nařídí určité osobě, aby odkazovníku vydala předmět odkazu. Odkazovníkem může být pouze osoba způsobilá dědit. Povolá-li zůstavitel dědice s určením, že ten určitou věc dědit nemůže, považuje se to za zřízení odkazu zákonným dědicům.  Aby byl odkaz platný, musí existovat následující: a) způsobilý pořizovatel; b) platné pořízení pro případ smrti; c) způsobilý odkazovník; d) předmět odkazu. Darování závislé na podmínce, že obdarovaný dárce přežije, se považuje za odkaz, pokud se dárce nevzdal práva dar odvolat.

### Odkaz pohledávky
Odkaz dluhu, který má zůstavitel uhradit odkazovníku, má ten právní účinek, že zavazuje osobu obtíženou odkazem uznat dluh, který zůstavitel určitě vyjádří nebo odkazovník prokáže, a uhradit jej nejpozději ve lhůtě pro splnění ostatních odkazů bez zřetele k podmínkám a lhůtám, které obtížený odkazem se zůstavitelem ujednal.
Nařídí-li zůstavitel, aby odkazovníkova pohledávka byla zajištěna, musí být poskytnuta dostatečná jistota. Je umožněno zůstaviteli nařídil, že pohledávka odkazovníka na splnění odkázaného dluhu zůstavitele musí být novým dlužníkem zajištěna.